# John Bake

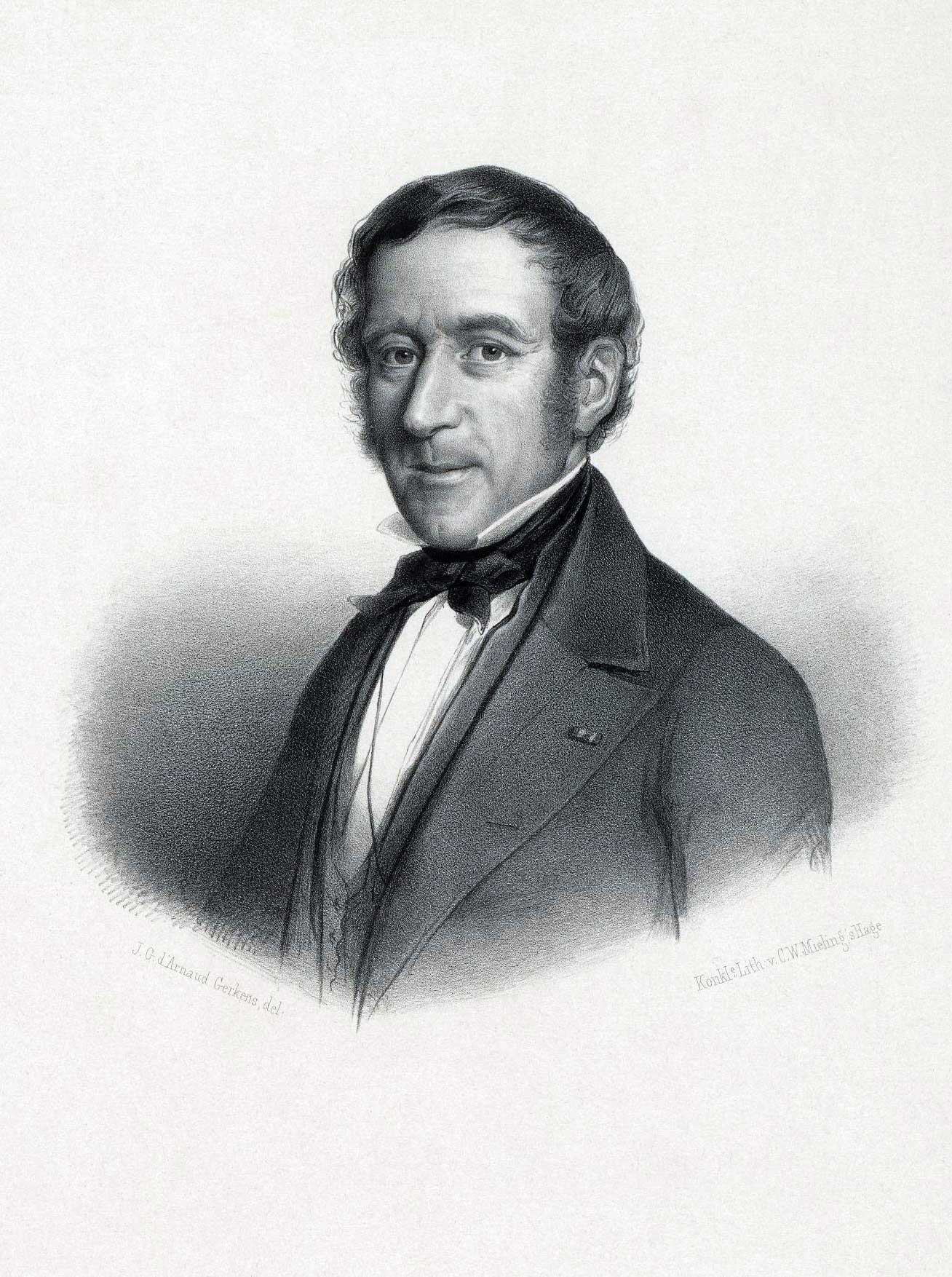
John Bake

John Bake (auch: Johann Bake, Jan Bake; * 1. September 1787 in Leiden; † 26. März 1864 ebenda) war ein niederländischer klassischer Philologe und Literaturwissenschaftler.

## Leben
John war der Sohn des Mediziners Hermanus Adrianus Bake (* 2. September 1754 in Rotterdam; † 1. Juli 1805 in Den Haag) und dessen Frau Margaret Mitchell (~ 28. Mai 1758 in Leiden; † 23. Juli 1835 in Warmond). Nach dem Besuch der Lateinschule in Leiden begann er 1804 ein Studium der Rechtswissenschaften an der Universität Leiden (immatrikuliert am 2. Oktober 1802 hon. causa, S. 1200). Am 21. August 1810 promovierte er mit juristischen Thesen zum Doktor der Rechte. Obwohl es sein Plan gewesen war, als Anwalt in Amsterdam zu arbeiten, wurde er Konrektor an der Lateinschule in Leiden. Am 2. August 1815 wurde Bake mittels königlichem Beschluss zum Dr. phil. ernannt.
Bald darauf wurde er am 16. Oktober 1815 an der philosophischen Fakultät der Universität Leiden zum außerordentlichen Professor für griechische und lateinischen Literatur berufen. Diese Aufgabe trat er am 25. November 1815 mit der Rede de Principum tragicorum meritis, praesertim Euripidis an. Zwei Jahre später erhielt er seine Berufung zum ordentlichen Professor der Fachrichtung, welche er am 14. Juni 1817 mit der Rede de Custodia veteris doctrinae et elegantiae,praecipuo grammatici officio übernahm. Er beteiligte sich auch an den organisatorischen Aufgaben der Leidener Hochschule und war 1828/29 Rektor der Alma Mater. Diese Aufgabe legte er mit der akademischen Rede de humanitatis laude nieder. Seine Professur versah er bis zu seiner am 1. Oktober 1857 erfolgten Emeritierung.
Bake avancierte zu einem wichtigen Vertreter der niederländischen Philologie des 19. Jahrhunderts, welcher sich auch über die Grenzen seines Heimatlandes hinaus einen hervorragenden Ruf erwarb. Seine wissenschaftlichen Leistungen lagen vor allem auf dem Gebiet von Cicero und den griechischen Altertümern. Vor allem die von Bake, Jacobus Geel (1789–1862), Petrus Hofman Peerlkamp (1786–1865), Hendrik Arent Hamaker (1789–1835), Johan Rudolf Thorbecke und anderen erarbeitete Bibliotheca critica nova (1825–1831, 6. Bde.), widerlegte die allgemeine These, dass die Philologie der Niederlande nach dem Tode Daniel Wyttenbachs daniederlag. Sein Verdienst war es unter anderem, dass die neue Sternwarte Leiden errichtet wurde. Zu seinen Schülern zählten unter anderem Jacob Willem Elink Sterk (1806–1856), Reinier Cornelis Bakhuizen van den Brink (1810–1865) und Guillaume Groen van Prinsterer. Er war Ritter des Ordens vom niederländischen Löwen und Mitglied vieler in- und ausländischen Gelehrtengesellschaften. So war er am 11. November 1816 korrespondierendes und am 29. Dezember 1820 ordentliches Mitglied des königlich niederländischen Institutes der Wissenschaften in Amsterdam geworden. Als diese Vereinigung in der königlich niederländischen Akademie der Wissenschaften aufgegangen war, wurde er dort am 23. Februar 1855 Mitglied der Abteilung der Naturkunde.

## Familie
Bake war zwei Mal verheiratet. Seine erste Ehe schloss er am 24. Mai 1811 in Leiden mit Elizabeth Nicoline Sara Hoogvliet (* 29. August 1793 in Alkmaar; † 25. Dezember 1820 in Leiden), der Tochter von Frans Cornelis Hoogvliet und Elisabeth Tenkink. Seine zweite Ehe ging er am 18. November 1823 in Leiden mit Johanna Maria van Royen (* 25. November 1802 in Leiden; † 20(23). Dezember 1863 ebenda), der Tochter des Jan van Royen (* 27. Januar 1736 in Leiden; † 11. Mai 1803 ebd.) und der Johanna Maria Hoogvliet (* 23. Juli 1764 Leiden; † 29. November 1802 in Leiden, verh. 4. Juli 1797 in Leiden, Tochter des Prof. theol. Nicolaas Hoogvliet) ein. Von den Kindern kennt man:
erste Ehe
- Peggy Bake (* 25. März 1813 in Leiden; † 4. Januar 1892 in Amersfoort) verh. am 28. September 1833 in Leiden mit dem Münzmeister Herman Adriaan van den Wall Bake (get. 3. Oktober 1809 in Zuthen; † 29. Juni 1874 in Utrecht)
- Nicoline Johanna Cornelia Bake (* 27. Juli 1820 in Leiden; † 4. Januar 1898 in Den Haag) verh. am 4. Juli 1844 mit Nicolaas Jacob Bernard Kappeyne van de Coppello (* 24. Oktober 1818 in Den Haag; † 29. Januar 1882 in Amsterdam)
- Frans Bake († jung)

zweite Ehe
- Wilhelmina Bake (* 26. März 1830 in Leiden; † 25. November 1844 in Oosterwijk) verh. am 12. Mai 1865 mit dem Pfarrer In Oosterwijk Lodewijk Gerard Royaards (* 3. November 1830 in Arnhem; † 30. März 1918 in Den Haag)
- Jan Bake (auch: Joannes, * um 1834 in Leiden; † 1864 in Pan) 6. September 1852 Universität Leiden, war Hilfsprediger in Pan
- Frans Cornelis Bake (* 25. Februar 1840 in Leiden; † 22. Oktober 1893 in ’s-Hertogenbosch) verh. 18. April 1863 in Oisterwijk mit Woutrina Johanna Holleman (* 12. September 1843 in Oisterwijk; † 17. August 1919 in Den Haag)

## Werke (Auswahl)
- Posidonii Rhodii Reliquiae doctrinae coll. atq. illustr. J. Bake. Acc. J. Wyttenbachii annot. Leiden 1810.
- Prolusio scholastica de antiquissima Atheniensium Philoxena cet. Leiden 1811.
- Cleomedes de sublimibus c. vers. Lat. Balforei et animadv. J. Bake. Leiden 1820, Leipzig 1822 durch C. C. T. Schmidt herausgegeben.
- Κυϰλιχὴ ϑεωϱια. 1820.
- Narratio rerum Academicarum se Rectore. 1828–1829.
- De Xenophontis Republica Athen. et de Vectigalibus Athen. Utrecht 1831.
- Parentatio H.A. Hamakeri. L.B.d. 15 Oct. Leiden 1835.
- Redevoering over de welsprekendheid. Leiden 1836.
- Scholica hypomnemata. Leiden 1835–1862, 5. Bde.
- Cicero de legibus. Leiden 1837, 1842.
- Gedachten over de publieke schuld. Leiden 1844.
- Epist. ad C.F. Hermann. Leiden 1844.
- Brief aan Y.D.C. Suermondt over eenige vragen betreffende ons muntstelsel. Leiden 1845.
- Over de Vertegenwoordiging der Wetenschap. Leiden 1846.
- Brief aan C.A. den Tex over de graanwet. Leiden 1847.
- Apsinis et Longini Rhetorica. Oxford 1849.
- Over Attisch staatsrecht. In: Verh. der Kon. Academie. Amsterdam 1852.
- De emendando Ciceronis Oratore ad M. Brutum. Leiden 1856.
- Over de methode van onderzoek naar de echtheid of de onechtheid van de op naam van Cicero gestelde eerste Catilinaria. In: Verh. der Kon. Academie. Amsterdam 1859.
- Cicero de Oratore. ed. J. Bake. Amsterdajm 1863.